# Hedhuldrespindel
Hedhuldrespindel (Micrargus laudatus) är en spindelart som först beskrevs av O. Pickard-Cambridge 1881.  Hedhuldrespindel ingår i släktet Micrargus och familjen täckvävarspindlar. Arten är reproducerande i Sverige. Inga underarter finns listade i Catalogue of Life.